# Horizon: An American Saga - Capítulo 1
Horizon: An American Saga - Capítulo 1 es una película épica y wéstern estadounidense dirigida, producida y protagonizada por Kevin Costner a partir de un guion que coescribió con Jon Baird, basado en una historia original que fue coautora con Baird y Mark Kasdan. Es la primera entrega de la serie de películas con el homónima y cuenta con un elenco compuesto por Sienna Miller, Sam Worthington, Jena Malone, Abbey Lee, Michael Rooker, Danny Huston, Luke Wilson, Isabelle Fuhrman, Jeff Fahey, Will Patton, Tatanka Means, Owen Crow Shoe, Ella Hunt, Jamie Campbell Bower y Thomas Haden Church.
El capítulo 1 se estrenó en el 77º Festival de Cine de Cannes el 19 de mayo de 2024 y en cines en los Estados Unidos el 28 de junio de 2024. La película recibió críticas mixtas de los críticos. Continuará con el Capítulo 2, cuyo estreno está previsto para el 16 de agosto de 2024. El Capítulo 3 comenzó el rodaje en mayo de 2024, mientras que el Capítulo 4 está en desarrollo.

## Premisa
Ambientada durante los períodos anteriores y posteriores a la Guerra Civil en Estados Unidos, la historia describe eventos que expandieron el Oeste americano.

## Reparto
- Kevin Costner como Hayes Ellison[4]
- Sienna Miller como Frances Kittredge
- Sam Worthington como First Lt. Trent Gephardt
- Danny Huston como Colonel Houghton
- Michael Rooker como Sgt. Major Riordan
- Jena Malone como Ellen/Lucy
- Michael Angarano como Walter Childs
- Abbey Lee Kershaw como Marigold
- Jamie Campbell Bower como Caleb Sykes
- Jon Beavers como Junior Sykes
- Owen Crow Shoe como Pionsenay
- Tatanka Means como Taklishim
- Wasé Chief como Liluye
- Luke Wilson como Matthew Van Weyden
- Ella Hunt como Juliette Chesney
- Tom Payne as Hugh Proctor
- Will Patton como Owen Kittredge
- Isabelle Fuhrman como Diamond Kittredge
- Duval L Branch
- Thomas Haden Church
- Alejandro Edda
- Tim Guinee
- Colin Cunningham
- Scott Haze
- Angus Macfadyen
- Douglas Smith
- Michael Provost
- Larry Bagby
- James Russo
- Dale Dickey como Mrs. Sykes
- Hayes Costner
- James Landry Hébert
- Dalton Baker
- Georgia MacPhail
- Naomi Winders
- Austin Archer
- Charles Baker

## Producción
Kevin Costner encargó por primera vez Horizonte como una sola película en 1988 y luego se acercó a Walt Disney Pictures con el proyecto después del estreno de su película Open Range de 2003. En enero de 2022 se anunció que Costner dirigiría y produciría la película, un proyecto que le apasiona, además de protagonizar. Comenzó el casting en febrero. En abril, Warner Bros. Pictures y New Line Cinema se unieron a la producción para distribuir. En una entrevista de junio, Costner declaró que planea hacer cuatro películas a partir de la premisa y que buscaba elegir más de 170 papeles conversacionales.
En agosto, Sienna Miller, Sam Worthington, Jamie Campbell Bower, Luke Wilson, Thomas Haden Church, Jena Malone, Alejandro Edda, Tatanka Means y Michael Rooker fueron elegidos para la película. Isabelle Fuhrman, Ella Hunt, Jeff Fahey y Tom Payne estarían entre los numerosos anuncios de casting realizados a lo largo de septiembre. En octubre, Will Patton, Owen Crow Shoe y Danny Huston se sumaron al elenco.
El rodaje de al menos la primera entrega comenzó el 29 de agosto de 2022 en el sur de Utah, concluyendo en noviembre. El rodaje de la segunda entrega comenzó en mayo de 2023,  antes de concluir en el verano de ese año.

## Estreno
En una entrevista de mayo de 2023, Costner expresó su esperanza de estrenar la primera película en el otoño de 2023. En octubre, se anunció que la película se estrenaría en dos partes: el Capítulo 1 se estrenará el 28 de junio de 2024 y el Capítulo 2 el 16 de agosto de 2024. Más tarde ese mes, se anunció que K5 International, la división de ventas internacionales recientemente relanzada de K5 Media Group, se encargaría de las ventas internacionales de la película en el American Film Market. En abril de 2024, se anunció que la primera parte de la película se estrenaría fuera de competición en el Festival de Cine de Cannes el 19 de mayo de 2024.

## Recepción

### Respuesta crítica
En el sitio web de recopilación de reseñas Rotten Tomatoes, el 45% de las reseñas de 29 críticos son positivas, con una calificación promedio de 5,60/10. Metacritic, que utiliza un promedio ponderado, asignó a la película una puntuación de 52 sobre 100, basada en 20 críticas, lo que indica críticas "mixtas o promedio".
Bilge Ebiri de Vulture dio una crítica reservadamente positiva, comparando su naturaleza incompleta con la película de 2021 Dune: Part One y afirmando que "Su ritmo majestuoso nunca parece aburrido, por lo que no parece que debería haber sido más corto. Pero también lo hace". Realmente no funciona por sí sola... Y parece imposible juzgar esta película, porque, de alguna manera extraña, no parece que nada haya sucedido realmente todavía".

## Secuelas
En junio de 2022, Costner declaró que planea hacer cuatro películas de Horizon en total, filmadas seguidas. En noviembre de 2022, Costner confirmó que la primera película se había completado y que se había dado luz verde a la segunda, que se filmaría en la primavera de 2023. La producción de la segunda película comenzó en abril de 2023, con Glynn Turman, Kathleen Quinlan y Giovanni Ribisi uniéndose a Costner, Miller, Worthington, Hunt, Patton, Wilson, Fuhrman y Haden Church, quienes continuaron desde la primera película. También regresarían el director de fotografía J. Michael Muro, el diseñador de producción Derek R. Hill, el editor Miklos Wright y la diseñadora de vestuario Lisa Lovaas. La segunda película terminó su producción en el verano de 2023, y la producción de la tercera película se detuvo debido a las disputas laborales de Hollywood de 2023.
En mayo de 2024, comenzaron las convocatorias de casting para actores de fondo, mientras que la producción estaba programada para comenzar ese mismo mes en St. George, Utah. Más tarde, se informó que la producción comenzó inicialmente en 2023, antes de que el progreso se detuviera en parte debido a las huelgas de Hollywood. Un mes después de finalizar la entrega anterior, Costner comenzó a filmar una secuencia de montaje que presenta escenas del Capítulo 3. Costner declaró que la fotografía principal comenzó el 13 de mayo de 2024, explicando que inicialmente se había planeado que la producción comenzara el 25 de abril antes de trasladarse al 6 de mayo para acomodar la financiación.